# Yibin
För andra betydelser, se Yibin (olika betydelser).
Yibin, tidigare romaniserat Ipin, är en stad på prefekturnivå i Sichuan-provinsen i sydvästra Kina. Den ligger omkring 240 kilometer söder om provinshuvudstaden Chengdu.

## Näringsliv
Den största arbetsgivaren i Yibin är Wuliangye Yibin Company Limited, som tillverkar Wuliangye, en form av kinesisk starksprit (baijiu) som har en alkoholhalt på 45 procent och framställs av fem olika slags grödor: vipphirs, majs, grötris, långkornigt ris och vete.

## Administrativ indelning
Yibin indelas sedan 2018 i 3 stadsdistrikt och 7 härad. 
Den ursprungliga stadskärnan utgörs av stadsdistriktet Cuiping.
| Karta         | Karta     | Karta     | Karta          | Karta                    | Karta     | Karta                      |
| ------------- | --------- | --------- | -------------- | ------------------------ | --------- | -------------------------- |
|               |           |           |                |                          |           |                            |
| Nr            | Namn      | Kinesiska | Pinyin         | Befolkning (2004 uppsk.) | Yta (km²) | Befolknings- täthet (/km²) |
| Stadsdistrikt |           |           |                |                          |           |                            |
| 1             | Cuiping   | 翠屏区    | Cuìpíng qū     | 780 000                  | 1 123     | 695                        |
| 2             | Xuzhou    | 叙州区    | Xùzhōu qū      | 980 000                  | 3 034     | 323                        |
| 3             | Nanxi     | 南溪区    | Nánxī qū       | 410 000                  | 704       | 582                        |
| Härad         |           |           |                |                          |           |                            |
| 4             | Jiang'an  | 江安县    | Jiāng'ān xiàn  | 540 000                  | 910       | 593                        |
| 5             | Changning | 长宁县    | Chángníng xiàn | 430 000                  | 975       | 441                        |
| 6             | Gao       | 高县      | Gāo xiàn       | 500 000                  | 1 323     | 378                        |
| 7             | Junlian   | 筠连县    | Jūnlián xiàn   | 390 000                  | 1 254     | 311                        |
| 8             | Gong      | 珙县      | Gǒng xiàn      | 420 000                  | 1 150     | 365                        |
| 9             | Xingwen   | 兴文县    | Xīngwén xiàn   | 440 000                  | 1 373     | 320                        |
| 10            | Pingshan  | 屏山县    | Píngshān xiàn  | 290 000                  | 1 437     | 202                        |

## Klimat
Genomsnittlig årsnederbörd är 1 384 millimeter. Den regnigaste månaden är juli, med i genomsnitt 249 mm nederbörd, och den torraste är december, med 22 mm nederbörd.